# 卡里巴區
卡里巴區（英語：Kariba District）為辛巴威西馬紹納蘭省轄下之區份，2012年人口普查中該區份人口有41,369人。

## 地理
卡里巴區坐落於辛巴威中北部西馬紹納蘭省境內。卡里巴為該區主要城鎮。此區下分12個行政區（Wards）。

## 人口
根據2012年人口普查，卡里巴區人口有41,369人，其中男性有20,549人，女性有20,820人。若人口以居住地區分，則38,399人居住在本區，1,584人居住在西馬紹納蘭省境內其他區份，1,314人居住在外省，72人居住在國外。此區之住戶計9,526戶，每戶住戶平均成員人數4.3人。